# جنزور (جنين)
جنزور وتعرف أيضا باسم "بئر جنزور". تقع على طرق نابلس - جنين وعلى مسافة (5كم) تقريبا من قباطية. وترتفع هذه البقعة 300 متراً عن سطح البحر. قدر عدد سكانها بـ159 نسمة في عام 1961، وفي عام 1997 بلغوا 1,297 نسمة تحتوي الجنزور على أساسات جدران وحجارة مبعثرة وصخور منحوتة.